# Алмейда и Альбукерке, Каэтано Александр де
Каэтано Александр де Алмейда и Альбукерке (порт. Caetano Alexandre de Almeida e Albuquerque; 15 апреля 1824, Бенфика, Лиссабон — 8 сентября 1916, Лиссабон) — португальский колониальный администратор, военный и государственный деятель, генерал-губернатор Кабо-Верде (1869—1876), Анголы (1878) и Португальской Индии (1878—1882).
Офицер в чине генерал-капитана. В 1869—1876 годах был губернатором португальской колонии Кабо-Верде. За время пребывания в этой должности в 1872 году создал первую полицию на острове, известную как Корпус гражданской полиции
(Corpo de Polícia Civil) со штаб-квартирой в Прая. В 1880 году она стала полицейской ротой, входившей в состав вооруженных сил Португалии.
В 1878 году стал генерал-губернатором Анголы, позже в том же году назначен 99-м генерал-губернатором Португальской Индии, которым оставался до 1882 года.

## Память
- Памятник генерал-губернатору установлен в 1926 году на городской площади Прая недалеко от центра города.
- Главная площадь Праи, столицы Кабо-Верде, названа в его честь.